# 阿瑟·海斯·苏兹伯格
阿瑟·海斯·苏兹伯格（英語：Arthur Hays Sulzberger，1891年9月12日—1968年12月11日），他是美国一位新闻业企业家，1935年至1961年《纽约时报》的发行人。他负责经营期间成功使纽约时报的每日发行量从465,000份增加到了713,000份，星期日发行量也从745,000份增长至140万份；企业员工人数增加了一倍多并达到了5,200人；广告系列从每年的1900万列英寸增长到6200万列英寸，同时报纸发行的总收入增长了近七倍达到1.17亿美元。

## 生平
阿瑟·海斯·苏兹伯格于1891年9月12日出生于纽约市，他的父母是棉纺织制品商人赛勒斯·利奥波德·苏兹伯格和雷切尔·佩肖托·海斯，他们分别来自一个古老的德裔犹太人与西班牙人家庭。
苏兹伯格在1909年毕业于霍勒斯曼学校，并于1913年毕业自哥伦比亚学院，1917年，他与报界巨头阿道夫·奥克斯的独生女伊菲金·奥克斯·苏兹伯格结婚。1918年他开始在《泰晤士报》担任编辑，之后在其岳父奥克斯的赏识和栽培下，他于1935年成为继任的《纽约时报》发行人。1929年，他创立了哥伦比亚大学最初的犹太顾问委员会，并在后来的哥伦比亚-巴纳德希勒尔委员会任职多年。他从1944年至1959年担任哥伦比亚大学的受托人，由此在该校新闻学院获得了诸多荣誉。他还曾在1939年至1957年成为洛克菲勒基金会的受托人。1954年，苏兹伯格获得了纽约百年协会的“金质奖章”以表彰其对纽约市新闻事业的杰出贡献。1956 年，他获得了伊利亚·派西·洛夫乔伊奖以及科尔比学院的荣誉法学博士学位。1961年，苏兹伯格退休后委托他的女婿奥维尔·德莱福斯成为第3代发行人；但德莱福斯于两年后病逝，于是则由苏兹伯格的儿子阿瑟·奥克斯·苏兹伯格继任为第4代发行人。
苏兹伯格任内扩大了《纽约时报》对背景报道、插图和专题文章的使用，极大地优化了其版面。他监督了照片传真传输的发展，并将时代广播电台WFME建成为新闻和音乐的领先载体。在苏兹伯格的领导下，《泰晤士报》也开始在巴黎和洛杉矶使用遥控排版的出版模式。他于1968年12月11日在纽约去世，享年77岁。